# روتهرفورد (دهانه)
روتهرفورد یک دهانه برخوردی در ماه‌ است.

## دهانه‌های اقماری
این دهانه ۵ دهانه اقماری دارد.
| Rutherfurd | عرض جغرافیایی | طول جغرافیایی | قطر          |
| ---------- | ------------- | ------------- | ------------ |
| A          | ۶۲.۲° S       | ۱۱.۹° W       | ۱۰.۰ کیلومتر |
| C          | ۶۲.۵° S       | ۱۰.۷° W       | ۱۴.۰ کیلومتر |
| B          | ۶۲.۶° S       | ۱۱.۴° W       | ۶.۰ کیلومتر  |
| E          | ۶۲.۸° S       | ۸.۳° W        | ۹.۰ کیلومتر  |
| D          | ۶۳.۲° S       | ۸.۸° W        | ۸.۰ کیلومتر  |